# Château du Spitzemberg
Le château du Spitzemberg n'apparaît sur le sommet du Spitzemberg dans le prolongement du massif de l'Ormont que sous la forme de ruines de soubassement, à 1,3 km à vol d'oiseau à l'ouest de la mairie de Beulay, à 1 km à vol d'oiseau au sud sud ouest du centre de La Petite-Fosse, sur cette dernière commune dans les Vosges. Mais ses amas de pierre, fortement remaniés par les tranchées françaises de fin septembre 1914 à novembre 1918, n'évoquent rien qui puisse faire imaginer le bel ensemble bâti du Moyen Âge.
Ce château lorrain du massif des Vosges a pourtant joué un rôle important dans l'observation stratégique et la défense de la vallée de la Fave. Il est aussi un chef-lieu de ban, puis une seigneurie féodale lorraine tardive.

## Le site
Situé pour ses fondations à 641 m d’altitude, le château est implanté au sommet du Spitzemberg ; il occupe une plate forme, composée de grès vosgien. Le point de vue est remarquable sur la vallée et l'ensemble des proches contreforts vosgiens, englobant les sommets du Climont au Hohneck.

## Toponymie
Toponyme allemand qui signifie Mont-aigu

## Histoire d'un château et d'un ban
Les premières mentions du château du Spietzemberg ou Spiemons, lieu-dit favorable pour épier les voyageurs, date de 910. Il semble que les défenses de ce château à deux lieues de Saint-Dié ou de Senones soient puissamment renforcées pendant l'époque othonienne. Pourtant, la constitution d'un réseau de châteaux d'observation et d'alerte, par exemple le château de Saint-Dié, le Chastel sous la Bure, le château de Clermont sur la Madeleine, Beauregard ou Belgarde au-dessus de l'actuelle Raon-l'Étape, pour n'évoquer que l'axe de la Fave à la Meurthe, n'empêche pas les ravages des troupes hongroises qui campent en été au début du Xe siècle sur les chaumes tout en pillant les sanctuaires des vallées.
En 1147, les sires de Parroye sont en possession de ce château apparemment de façon privée. Leur ancêtre l'a reçu pour sa fonction du duc de Lorraine au siècle précédent afin d'assurer la sécurité des biens ducaux. En prenant le contrôle politique du ban restreint de Spitzemberg, il assume le pouvoir souverain et se rend maître du lieu. En 1172, le château d'intérêt stratégique redevient un fief de la maison ducale de Lorraine. Mais il est à nouveau confié contre argent ou gagé à un seigneur de guerre. En 1224, la maison de Parroye y possède des droits partiels.
Une archive datée de 1240, trouvée dans le cartulaire de la cour des comptes de Bar-le-Duc, récapitule une fraction des servitudes liées au château. Elles concernent le duc de Lorraine, qui a rang de châtelain (apparemment à titre partagé). Ce souverain a droit de réquisitionner les poissons auprès des pêcheurs du Val (de Fave ou de Meurthe) lorsqu'il y réside pour les besoins de sa suite. Les habitants du bourg de Saint-Dié doivent laver les draps de monsieur le Duc et de Madame aussi souvent qu'ils sont sales. Ils doivent aussi un résal de fève et trois sols au cellier de Monseigneur.
Voici d'abord par ordre alphabétique des bans cités les servitudes de leurs habitants :
- Azeraille : ses habitants doivent le gîte au Duc (et à sa suite) lorsqu'il y fait étape pour se rendre au château.
- Bertrimoutier : ils doivent la garde an et jour, la moitié de la serrure de la grande porte, la moitié de la crolle (crôle : pelle à feu ou tire-braise), la moitié de la chaudière qui est fournie par la vouerie de Haute-Pierre.
- Corroy(e) (Colroy-la-Roche en vallée de la Bruche) : ils doivent la demi-garde à Spitzemberg an et jour, la haie ou palissade au-dessus du fossé autour du mur, un poële qui tiennent une chavanne-rettée (panier rempli de chavons) et une chaudière (qui puisse tenir un bœuf), la couverture d'un tiers de la chapelle, la moitié de la hache et de la crolle en la cuisine, entretenir la moitié de la maison du portier du château.
- Fraize, Aunoux et Clevecy : ils doivent les langes à la chambre de madame.
- Hurbache : ils doivent la garde an et jour, le palissage (la palissade) et l'entretien de leur part de mur[4]. La terre de la Voivre, ban d'Hurbache, doit fournir la corde du puits et le seau.
- Lusse : ils doivent la garde an et jour, refaire la palissade et le mur si une corvée de réfection est décidée.
- Marguerée (Sainte-Marguerite) : son seigneur doit la garde an et jour, et avoir un homme pour lui au château.

L'archive mentionne aussi des obligations nominales, probablement des astreintes de services militaires et/ou des impositions vexatoires : Messire Aubert de la Varine (peut-être Varene, soit la garde de Laveline ou de Wissembach) doit la garde an et jour, la moitié de la barre, de la clef, de la serrure de la porte du château, la part de pallisade ou de mur. Messire Thierry Descourrois doit la garde an et jour. Varnesson de Provenchères doit six semaines de garde, Herluin de Wissembach également.
Il est fort probable que les autres châtelains de droit ne puissent disposer d'autant de privilèges. Les servitudes, consignées par écrit, ont varié depuis le XIIIe siècle. Des recours à des gardes exceptionnelles ou des exemptions ducales, méconnues des châtelains ou des capitaines en fonction, sont à l'origine de nombreuses mesures vexatoires ou de procès.
Le rachat définitif au comte de la Petite Pierre (Petite-Raon) par Mathieu II s'opère entre 1243 et 1246. Joatte fille de Hughes comte de Lunéville a épousé Hughes ou Hue(s) comte de la Petite Pierre. Elle a reçu le château de son père et s'accorde en 1243 en présence de son fils Philippe et de son gendre pour le céder en nue propriété à la couronne ducale. Le dimanche 15 juillet 1246, le duc de Lorraine échange la vouerie de l'église de Spitzemberg, ses biens ducaux à Saint-Dié, Moyenmoutier et Etival contre la terre des comtes de Lunéville. Cette dernière entité qui compte le château de Lunéville et ses dépendances, les châteaux de Gerbeviller et de Valfroicourt et leurs dépendances pèse plus lourd dans la balance comptable puisque le duc rajoute 1500 livres monnaie de Metz en compensation de valeur, à payer sans faute avant la saint Rémy. À la saint Barthélémy 1246, Hue vend pour 3300 livres messins au duc son château de Spitzemberg, les biens que sa famille possède en plaine lorraine sur les églises de Saint-Dié, Moyenmoutier et Etival, parmi lesquelles la terre de Gerbéviller et Valfroicourt. Par cette double transaction, le duc a happé le comté de Lunéville tombé en quenouille
Une très belle chapelle y est aménagée, ainsi que des logements pour accueillir la suite ducale en voyage. En 1312, le duc Ferry IV entré en fonction constitue par testament le douaire de sa femme Isabelle d'Autriche avec les communautés ou bans de Corcieux, Anould et les châteaux de Spitzemberg, Saint-Dié et Beauregard (Belrouart ou Belrward).
Les servitudes et droitures du château ont été accrues au XIVe siècle. La prédation alimentaire et vestimentaire peut devenir exorbitante. De plus, elle s'accompagne de mesures vexatoires pérennes correspondant sans doute à une résistance à obtempérer au texte de loi. Ainsi les habitants de Neuvillers sont contraints de conduire une poule et un coq non captifs dans l'enceinte du château. Les habitants du ban d'Anould doivent fournir des toilettes de plus en plus coûteuses. Le petit peuple, d'abord enclin à en rire, se souviendra des humiliations annuelles de la caste politique.
De 1385 à 1468, le château est un lieu de villégiature de la haute noblesse lorraine, qui bénéficie de récents privilèges féodaux exorbitants sur les habitants des vallées voisines. Il semble que les habitants du ban de Spitzemberg, pressurés de redevances et d'obligations envers ses imposants occupants temporaires, aient déjà trouvé refuge en dehors de la zone de juridiction propre du château. Le territoire du doyenné compte essentiellement des domestiques, des servants employés de toutes sortes et des fermiers. La terre et seigneurie de Spitzemberg est accrue du village d'Aymont, de Cognolles et des Fosses Simonelles sur le vieux chemin qui mène à Saint-Dié. Il s'agit de l'actuelle commune de Nayemont-les-Fosses, alors composés essentiellement de simples habitants mainmortables. Durant cette période où l'autorité ducale prédatrice cherche à accroître les revenus du château, une fraction de Beulay, de Frapelle et de La Petite Fosse a pu rejoindre à son corps défendant la seigneurie. Les éventuels habitants libres de la seigneurie de Spitzemberg paient alors 1O francs de droits de bourgeoisie.
Le 9 juin 1483, le duc René échange le château de Spitzemberg contre la vouerie d'Epinal conformément au vœu de sa mère Yolande d'Anjou. Le château est racheté quelque temps plus tard.
La veuve du duc François de Lorraine, Christine de Danemark, y fixe quelques années sa résidence vers 1550. Cette nièce de l'empereur Charles Quint, fille de Christian le Cruel, roi de Danemark, apprécie la région. Elle ordonne par de harassantes corvées sous le fouet l'aménagement de trois chemins d'accès vers le château. En particulier, un chemin est tracé à travers la prairie et les collines entre l'église de Bertrimoutier et le château du Spitzemberg. Il est dénommé chemin de la Reine par les habitants qui craignent son titre prestigieux de reine de Jérusalem et de Sicile. Une voie carrossable tournoyante permet d'accéder au château sommitale.
Un puits somptueux en pierre et céramique est construit dans l'enceinte du château. Cette vie de cour luxueuse suscite les craintes farouches des laborieux habitants. Leurs descendants nomment quelques siècles plus tard encore le bois des Woatines (Voitines, wettines), c'est-à-dire le bois des vilaines ou plus crûment des petites salopes, l'espace boisée où la suite princière aux mœurs insouciantes, dissolues aux observateurs paysans qui triment, aime s'ébattre.
Le château, en grande partie obsolète du point de vue militaire, est détruit en 1635 par les troupes franco-suédoises. Le 12 février 1650, le duc Charles IV de Lorraine donne la capitainerie du château détruit de fond en comble au colonel Dominique L'Huillier. Le militaire désargenté qui fonde ainsi la maison de Spitzemberg se garde bien de reconstruire sur ses deniers un château. Pourtant, le château de Spitzemberg jamais relevé d'aucune pierre subsiste comme chef-lieu de ban et seigneurie, dont le châtelain titulaire réclame toujours les exorbitants et souvent humiliants avantages féodaux, payables en nature. Le 8 juillet 1736, Charles-Hyacinthe Hugo un héritier fortuné, vague neveu du puissant Hugo abbé d'Etival, qui avait épousé l'héritière de la maison de Spitzemberg obtient par appui politique la qualité de capitaine du château de Spitzemberg. Il en est aussi par vacance ducale le châtelain de droit. Il est aussi maintenu dans la jouissance de la métairie dépendante du château qui n'est qu'une ruine informe. Cette qualité et cette jouissance sur un ban pratiquement sans hommes, à part quelques fermiers, fait de ce seigneur un privilégié totalement exempté d'impôts et de devoirs, hormis le service militaire personnel. Il accumule une immense fortune foncière qui est la cause de la disparition tragique de son héritier, pourtant militaire accompli, durant les troubles révolutionnaires. Les quelques dynasties de propriétaires fonciers de l'arrondissement de Saint-Dié au XIXe sont soit ses descendants et/ou héritiers directs, soit les descendants et héritiers des spoliateurs ou confiscateurs politiques d'une part immobilière de sa maison.
Les furieux combats de septembre 1914 entre troupes des chasseurs du 15/2 et Allemands achèvent de disperser les dernières ruines laissées par les paysans, en quête de pierre de construction.